# Dunith Wellalage
Dunith Nethmika Wellalage (* 9. Januar 2003 in Colombo, Sri Lanka) ist ein sri-lankischer Cricketspieler der seit 2022 für die sri-lankische Nationalmannschaft spielt.

## Kindheit und Ausbildung
Wellalage besuchte die Schule St. Sebastian’s und konnte sich dort im Schulteam etablieren, woraufhin er nach guten Leistungen in den Schulwettbewerben als U15-Kapitän der sri-lankischen U15-Mannschaft ernannt wurde. Daraufhin wechselte er die Schule und ging nach St Joseph’s. Im weiteren Verlauf etablierte er sich auch dort und stieg in den Altersklassen-Mannschaften Sri Lankas auf. Er war dann Kapitän des sri-lankischen Teams bei der ICC U19-Cricket-Weltmeisterschaft 2022.

## Aktive Karriere
Sein Debüt in der Nationalmannschaft gab er im Juni 2022 in der ODI-Serie gegen Australien. Im fünften ODI der Serie erreichte er dann 3 Wickets für 42 Runs. Daraufhin gab er sein Test-Debüt gegen Pakistan. Er wurde dann für den Asia Cup 2023 nominiert und konnte dabei gegen Indien 5 Wickets für 40 Runs erreichen, wofür er als Sieler des Spiels ausgezeichnet wurde.